# Вила Мацкија (Лука)
Вила Мацкија је насеље у Италији у округу Лука, региону Тоскана.
Према процени из 2011. у насељу је живело 48 становника. Насеље се налази на надморској висини од 5 м.